# Conopias trivirgatus
Conopias trivirgatus е вид птица от семейство Tyrannidae.

## Разпространение
Видът е разпространен в Аржентина, Боливия, Бразилия, Еквадор, Парагвай, Перу и Венецуела.